# NGC 800
NGC 800 é uma galáxia espiral (Sc) localizada na direcção da constelação de Cetus. Possui uma declinação de -00° 07' 51" e uma ascensão recta de 2 horas, 2 minutos e 11,8 segundos.
A galáxia NGC 800 foi descoberta em 9 de Outubro de 1885 por Lewis A. Swift.